# Daniel de Oliveira
Daniel de Oliveira (Belo Horizonte, 19 de junho de 1977) é um ator e dublador brasileiro. Conhecido por suas performances dramáticas, ele tem sido protagonista em filmes e séries de vários gêneros. Ele recebeu vários prêmios importantes, incluindo um Grande Otelo, um Prêmio APCA, três Prêmios Guarani, e um Prêmio Qualidade Brasil, além de ter recebido indicação para um Troféu Imprensa.
Nascido em Belo Horizonte, Oliveira começou a carreira participando de pequenas peças teatrais em sua cidade natal e de campanhas publicitárias, até ser convidado para atuar na novela Brida (1998), da Rede Manchete. Entre 1999 e 2000 interpretou um dos protagonistas do seriado Malhação, já na TV Globo, onde ganhou maior notoriedade. Depois de mais alguns anos atuando em papéis coadjuvantes em na televisão, ele ganhou maior reconhecimento por sua interpretação como o cantor Cazuza na cinebiografia Cazuza - O Tempo Não Para, de 2004. Por esse trabalho ele foi consagrado como ator recebendo os principais prêmios, como o Grande Otelo, Prêmio Guarani, Prêmio Qualidade Brasil e o Prêmio APCA, além dos prêmios de festivais.
Ainda em 2004, ele recebeu seu primeiro protagonista na televisão na novela Cabocla, atuando como par romântico de Vanessa Giácomo, tornando-se muito popular no país. Por esse trabalho ele recebeu uma indicação ao Troféu imprensa como Revelação do Ano. Participou da série indicada ao Emmy Hoje É Dia de Maria (2005). No cinema, Daniel protagonizou diversos filmes, tornando-se um dos maiores expoentes do cinema brasileiro. Em 2006, interpretou Stuart Angel no filme Zuzu Angel, um jovem torturado e morto pela ditadura militar brasileira. No mesmo ano, protagonizou a novela Cobras e Lagartos, a qual fez grande sucesso de público e, em 2007, foi o protagonista da novela de época Desejo Proibido. Em 2008, Daniel foi aclamado pela atuação no intenso drama A Festa da Menina Morta, sendo premiado com seu segundo Prêmio Guarani, além de ser eleito melhor ator pelo Festival de Gramado e Festival do Rio.
Em 2010 se destacou na novela Passione, do horário nobre da TV Globo, como o ambicioso Agnello. Nos anos seguintes, ele se dedicou ao cinema e a projetos curtos na televisão. No cinema, Daniel protagonizou diversos filmes, como Boca (2012), A Estrada 47 (2015), 10 Segundos para Vencer (2018) e Morto Não Fala (2019), recebendo indicações da Academia Brasileira de Cinema ao Grande Otelo de Melhor Ator em todos os trabalhos supracitados. Na televisão, esteve no elenco principal das séries Nada Será Como Antes (2016), Os Dias Eram Assim (2017), Onde Está Meu Coração (2021) e Independências (2022).

## Biografia
Estreou como ator em 1998, quando um comercial lhe abriu as portas para participar da novela Brida, na extinta Rede Manchete. Antes disso, já havia participado de diversas peças teatrais na capital mineira, chegando, inclusive, a fundar um grupo teatral com os amigos.
No ano seguinte, transferiu-se para a Rede Globo, onde permanece até os dias atuais com contrato de exclusividade, e, atuou no seriado teen Malhação entre 1999 e 2000, como o coprotagonista Marquinhos. Entre outros conflitos, seu personagem envolveu-se com o mundo das drogas e ainda engravidou uma adolescente.
Em 2000, estreou no cinema com o filme O Circo das Qualidades Humanas, interpretando Bosco, um dependente químico. Depois, participou da novela A Padroeira, onde encarnou um padre, Gregório, que chegou à cidade fictícia da trama para substituir um outro padre, morto cruelmente pelo antagonista da novela, Fernão. Seu personagem, assim como outros, chegava à história já com uma certa frente de capítulos exibidos, na tentativa de alavancar a audiência do folhetim.
Posteriormente, manteve-se recluso da TV e da mídia por cerca de três anos, quando retornou na minissérie Um Só Coração, como Bernardo, filho do poderoso fazendeiro de café Coronel Totonho, que o rejeita por considerá-lo fruto de uma traição de sua falecida esposa.

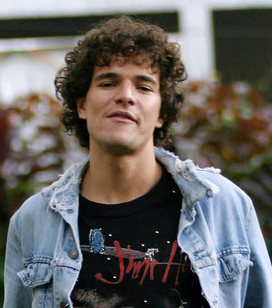
O ator em 2004, durante as gravações de Cazuza - O Tempo não Para

A consagração foi alcançada ainda em 2004, quando esteve em cartaz com o longa Cazuza - O Tempo Não Pára, em que deu vida ao cantor Cazuza. Esse trabalho impulsionou sua carreira e representa um verdadeiro marco em sua vida profissional. Pela sua atuação recebeu diversos prêmios e se tornou conhecido em todo o Brasil. No filme, para viver o protagonista emagreceu onze quilos e aprendeu trejeitos do cantor nos palcos, aparecendo em alguns momentos da película cantando sem dublagem. Por esse trabalho ele foi consagrado como ator recebendo os principais prêmios, como o Grande Otelo, Prêmio Guarani, Prêmio Qualidade Brasil e o Prêmio APCA, além dos prêmios de festivais.
No mesmo ano, colhendo os bons frutos derivados do sucesso de crítica do filme, foi promovido a galã global. No remake de Cabocla, viveu seu primeiro protagonista em novelas o mulherengo Luís Jerônimo, que após descobrir estar muito doente, vai passar uma temporada na fazenda de um primo, numa cidadezinha do interior, onde conheceu Zuca, interpretada pela sua, na época, esposa Vanessa Giácomo. Por esse trabalho ele recebeu uma indicação ao Troféu imprensa como Revelação do Ano.
Em 2005, esteve presente das duas temporadas da minissérie Hoje é Dia de Maria, indicada ao Emmy. Na primeira, interpretou um único personagem, o palhaço Quirino. Já na segunda, despontou em pelo menos dez personagens diferentes. Ainda nesse ano, no cinema, dublou o personagem-título do longa de animação O Galinho Chicken Little, da Disney.
Em 2006, vive seu segundo protagonista na novela Cobras & Lagartos, como o office-boy Duda, que após iniciar um relacionamento afetivo com a perfumista Bel, herda uma fortuna do avô da moça, Omar Pasquim, que para evitar que o dinheiro caia em mãos erradas, decide deixar tudo o que tem para um desconhecido. Também nesse ano, no cinema, deu vida a mais duas importantes personalidades brasileiras: Stuart Edgard Angel Jones, filho da estilista Zuzu Angel, torturado e morto durante a ditadura militar, e Santos Dumont; participações feitas respectivamente nos filmes  Zuzu Angel e 14 Bis. E ainda, dublou o pinguim Mano, na animação Happy Feet, que teve a voz de Elijah Wood na versão original.
Em 2007, esteve em cartaz com o polêmico filme Batismo de Sangue, onde interpretou o papel do religioso Frei Beto, que junto a outros religiosos, e, em represália à ditadura miliar da década de 1960, envolveu-se com um grupo guerrilheiro, sendo perseguido e torturado pela polícia. Ainda em 2007, foi o antagonista principal da novela Desejo Proibido, Henrique, o primeiro vilão de sua carreira. Na trama, seu personagem é um jovem inescrupuloso, mimado e sem moral, neto da poderosa fazendeira Cândida, mulher que também não mede esforços para conseguir o que quer. Acostumado a ter tudo, alia-se à ambiciosa enfermeira Raquel, ao sentir-se ameaçado com a aproximação da doce Laura ao padre Miguel.
Em 2008, integrou o elenco da minissérie Som & Fúria, que narra os bastidores de duas companhias de teatro numa montagem de Hamlet. Nesse trabalho, representou um ator vindo da televisão para protagonizar a peça, dentro da política de popularização do teatro, e, que sofre o preconceito dos atores mais velhos da companhia. No entanto, o lançamento da minissérie só aconteceu no final do primeiro semestre de 2009.
Também em 2008, recusou o convite para viver um dos personagens centrais da novela Negócio da China, sendo substituído pelo ator Thiago Fragoso. Em seguida, gravou o embrião da série Decamerão - A Comédia do Sexo, exibido na programação de final de ano da Globo, em janeiro de 2009. No cinema, esteve em cartaz com o filme A Festa da Menina Morta, em que interpretou o jovem Santinho, rapaz que tem o dom de transmitir os recados através de sua própria fala de uma menina desaparecida. Foi aclamado pela sua atuação, sendo premiado com seu segundo Prêmio Guarani, além de ser eleito melhor ator pelo Festival de Gramado e Festival do Rio.
Em 2009, novamente recusou participação em uma novela da emissora, Tempos Modernos, onde viveria o protagonista, personagem que ficou a cargo do ator Thiago Rodrigues. No segundo semestre desse ano, voltou a aparecer na série Decamerão - A Comédia do Sexo, que entrou para a grade fixa do canal numa temporada de quatro episódios. Ainda esse ano, filmou o longa 400 Contra 1 - Uma História do Crime Organizado, que narra a história da facção Comando Vermelho.
Em 2010, pôde ser visto no horário nobre da Rede Globo, em Passione, como o ambicioso Agnello, filho do protagonista Totó, que apaixona-se pela socialite Stella, porém vê-se dividido ao conhecer sua filha, Lorena.
Em 2012, protagonizou ao lado de Fernanda Montenegro o telefilme Doce de Mãe, interpretando o morador de rua Jesus. Em 2014, volta na série homônima, interpretando novamente Jesus. No mesmo ano, é escalado para o remake de O Rebu, substituindo Marco Pigossi.
Em 2015, interpreta Chico, na série Amorteamo. Com o personagem soldado Guimarães, participou ainda do filme Estrada 47, filme de 2015 escrito e dirigido por Vicente Ferraz, baseado em fatos reais, sobre a participação do Brasil na Segunda Guerra Mundial.
Ao lado de Bruna Marquezine e Letícia Colin, co-protagoniza em 2016 a série Nada Será Como Antes.
Em 2017, junto com a esposa, são protagonistas da supersérie da TV Globo, Os Dias Eram Assim, no horário das vinte e três horas.
Nos anos seguintes, participa das séries Onde Está Meu Coração (2021) e Independências (2022).

## Vida pessoal
Daniel é torcedor do Atlético MG.
De 2000 a 2003 namorou a atriz Débora Falabella.
Em 2004, durante a novela Cabocla, iniciou um namoro com a intérprete de seu par romântico, Vanessa Giácomo. Ambos foram viver juntos em 2007. O casal teve dois filhos: Raul Lima de Oliveira, nascido em 21 de janeiro de 2008, em Belo Horizonte, e Moisés Lima de Oliveira, nascido no Rio de Janeiro, em 29 de maio de 2010. Seus filhos nasceram de parto cesariana. Casaram-se em uma cerimônia discreta, no Rio de Janeiro, em 2009, e se separaram em julho de 2012. Em outubro do mesmo ano, divorciaram-se. A guarda dos meninos ficou com Vanessa. Daniel visita os filhos toda semana. A dissolução do casamento foi cercada de boatos de traições de ambas as partes.
Após dois anos sem assumir relacionamento sério, apenas mantendo relações casuais, em maio de 2014, Daniel assumiu estar namorando com a atriz Sophie Charlotte há poucos meses. No início de 2015 foram morar juntos. Em 6 de dezembro do mesmo ano, eles oficializaram a união na cidade de Niterói, no Grande Rio. Em 14 de março de 2016, nasceu, no Rio de Janeiro, de parto normal, o terceiro filho de Daniel e o primeiro de Sophie, o menino Otto Charlotte Wolf de Oliveira. Em 2024, o relacionamento teve fim de forma amigável após oito anos de casamento.

## Filmografia

### Televisão
| Ano  | Título                               | Personagem                                     | Nota                 |
| ---- | ------------------------------------ | ---------------------------------------------- | -------------------- |
| 1998 | Brida                                | Marcos (Marquinhos)                            |                      |
| 1999 | Malhação                             | Marcos Almeida (Marquinhos)                    | Temporadas 6–7       |
| 2001 | A Padroeira                          | Padre Gregório                                 |                      |
| 2004 | Um Só Coração                        | Bernardo Sousa Borba                           |                      |
| 2004 | Cabocla                              | Luís Jerônimo Vieira Pires                     |                      |
| 2005 | Hoje É Dia de Maria                  | Palhaço Quirino                                |                      |
| 2005 | Hoje É Dia de Maria: Segunda Jornada | Cavaleiro do Fogo/Cavaleiro da Noite/São Jorge |                      |
| 2006 | Cobras & Lagartos                    | Daniel Salgado Miranda (Duda)                  |                      |
| 2007 | Desejo Proibido                      | Henrique Novaes de Toledo Fernandes            |                      |
| 2008 | Movie Box                            | Apresentador                                   |                      |
| 2009 | Decamerão: A Comédia do Sexo         | Filipinho                                      |                      |
| 2009 | Som & Fúria                          | Jacques Maya                                   |                      |
| 2010 | Passione                             | Agnello Mattoli                                |                      |
| 2011 | A História do Amor                   | Vários personagens                             | Quadro do Fantástico |
| 2012 | Doce de Mãe                          | Jesus Medeiros                                 | Telefilme            |
| 2014 | Doce de Mãe                          | Jesus Medeiros                                 | Série                |
| 2014 | O Rebu                               | Bruno Ferraz                                   |                      |
| 2015 | Amorteamo                            | Chico                                          |                      |
| 2016 | Nada Será Como Antes                 | Otaviano Azevedo Queiroz                       |                      |
| 2017 | Os Dias Eram Assim                   | Vitor Dumonte                                  |                      |
| 2018 | Planeta Azul 2                       | Narrador                                       |                      |
| 2019 | 10 Segundos Para Vencer              | Éder Jofre                                     |                      |
| 2020 | Hebe                                 | Luís Ramos                                     |                      |
| 2021 | Onde Está Meu Coração                | Miguel Freitas                                 |                      |
| 2021 | Aruanas                              | Theo                                           | Temporada 2          |
| 2022 | Independências                       | Pedro I do Brasil                              |                      |
| 2025 | Guerreiros do Sol                    | Idálio Bandeira                                |                      |
| 2026 | Coração Acelerado                    | Alaorzinho                                     |                      |

### Cinema
| Ano  | Título                                          | Personagem                 | Nota            |
| ---- | ----------------------------------------------- | -------------------------- | --------------- |
| 2000 | O Circo das Qualidades Humanas                  | Bosco                      |                 |
| 2004 | Cazuza - O Tempo Não Pára                       | Cazuza                     |                 |
| 2004 | A Dona da História                              | Paulinho Oliveira          |                 |
| 2005 | O Galinho Chicken Little                        | Galinho (voz)              | Dublagem        |
| 2006 | Zuzu Angel                                      | Stuart Angel Jones         |                 |
| 2006 | 14 Bis                                          | Alberto Santos Dumont      | Curta-metragem  |
| 2006 | Happy Feet: O Pinguim                           | Mano (voz)                 | Dublagem        |
| 2007 | Batismo de Sangue                               | Frei Betto                 |                 |
| 2008 | A Festa da Menina Morta                         | Santinho                   |                 |
| 2008 | Mais Uma História No Rio                        | Rodolfo Guerra             | Curta-metragem  |
| 2009 | Jean Charles                                    | Marcelo                    |                 |
| 2009 | Som e Fúria: O Filme                            | Jacques Maia               |                 |
| 2010 | 31 Minutos                                      | Juanín (voz)               | Dublagem        |
| 2010 | 400 Contra 1 - Uma História do Crime Organizado | William da Silva Lima      |                 |
| 2011 | Gnomeu e Julieta                                | Gnomeu (voz)               | Dublagem        |
| 2011 | Happy Feet, o Pinguim 2                         | Mano (voz)                 | Dublagem        |
| 2012 | Boca                                            | Hiroito de Moraes Joanides |                 |
| 2014 | Latitudes                                       | José                       | Também produtor |
| 2015 | Sangue Azul                                     | Zolah                      |                 |
| 2015 | Romance Policial                                | Antônio                    |                 |
| 2015 | Estrada 47                                      | Soldado Guimarães          |                 |
| 2015 | Órfãos do Eldorado                              | Arminto Cordovil           |                 |
| 2018 | Aos Teus Olhos                                  | Rubens                     |                 |
| 2018 | Morto Não Fala                                  | Stênio                     |                 |
| 2018 | 10 Segundos Para Vencer                         | Éder Jofre                 |                 |
| 2023 | O Rio do Desejo                                 | Dalberto                   |                 |
| 2025 | Girassol Vermelho                               | Ditador                    |                 |
| 2026 | Muito Prazer                                    | Rubem                      |                 |
| 2026 | Viver de Vento                                  | Lars Grael                 |                 |

### Videoclipes
| Ano  | Canção                   | Artista     |
| ---- | ------------------------ | ----------- |
| 2011 | "Only Jah Love"          | Bambas Dois |
| 2012 | "Pena Mais Que Perfeita" | Gui Amabis  |
| 2017 | "Patrulha Desorientada"  | Gui Amabis  |

### Internet
| Ano  | Título    | Personagem |
| ---- | --------- | ---------- |
| 2013 | Latitudes | José       |
| 2015 | Ferrugem  | Edu        |

## Teatro
| Ano  | Título                         | Personagem |
| ---- | ------------------------------ | ---------- |
| 1997 | A Bela e a Fera                | [ 4 ]      |
| 1997 | Lucrécia, O Veneno dos Bórgias | [ 4 ]      |
| 2001 | Êxtase                         | Felipe     |

## Discografia

### Trilha sonora
| Título              | Ano  | Outro(s) artista(s)                                             | Álbum              |
| ------------------- | ---- | --------------------------------------------------------------- | ------------------ |
| "Aos Nossos Filhos" | 2017 | Sophie Charlotte, Gabriel Leone, Renato Góes e Maria Casadevall | Os Dias Eram Assim |

## Prêmios e indicações
| Ano  | Prêmio                                     | Categoria                                     | Trabalho                                        | Resultado |
| ---- | ------------------------------------------ | --------------------------------------------- | ----------------------------------------------- | --------- |
| 2004 | Melhores do UOL e PopTevê                  | Melhor Ator                                   | Cabocla                                         | Indicado  |
| 2004 | Prêmio Qualidade Brasil - Rio de Janeiro   | Melhor Ator (Cinema)                          | Cazuza - O Tempo Não Pára                       | Venceu    |
| 2004 | Prêmio Qualidade Brasil - São Paulo        | Melhor Ator (Cinema)                          | Cazuza - O Tempo Não Pára                       | Venceu    |
| 2004 | Troféu APCA                                | Melhor Ator                                   | Cazuza - O Tempo Não Pára                       | Venceu    |
| 2004 | Festival de Cinema Brasileiro de Miami     | Melhor Ator                                   | Cazuza - O Tempo Não Pára                       | Venceu    |
| 2004 | Festival LaCinemaFe                        | Melhor Ator                                   | Cazuza - O Tempo Não Pára                       | Venceu    |
| 2004 | Festival SESC Melhores Filmes              | Melhor Ator (critica)                         | Cazuza - O Tempo Não Pára                       | Venceu    |
| 2004 | Festival SESC Melhores Filmes              | Melhor Ator (público)                         | Cazuza - O Tempo Não Pára                       | Venceu    |
| 2004 | Prêmio Guarani de Cinema Brasileiro        | Melhor Ator                                   | Cazuza - O Tempo Não Pára                       | Venceu    |
| 2004 | Prêmio Guarani de Cinema Brasileiro        | Melhor Revelação                              | Cazuza - O Tempo Não Pára                       | Venceu    |
| 2005 | Grande Prêmio Cinema Brasil                | Melhor Ator                                   | Cazuza - O Tempo Não Pára                       | Venceu    |
| 2005 | Prêmio ACIE de Cinema                      | Melhor Ator                                   | Cazuza - O Tempo Não Pára                       | Venceu    |
| 2005 | CinePort[carece de fontes?]                | Melhor Ator                                   | Cazuza - O Tempo Não Pára                       | Venceu    |
| 2005 | Prêmio 100% Video                          | Melhor Ator                                   | Cazuza - O Tempo Não Pára                       | Venceu    |
| 2005 | Blockbuster Entertainment Awards           | Melhor Ator Revelação                         | Cazuza - O Tempo Não Pára                       | Venceu    |
| 2005 | Blockbuster Entertainment Awards           | Melhor Ator de Drama                          | Cazuza - O Tempo Não Pára                       | Indicado  |
| 2005 | Blockbuster Entertainment Awards           | Melhor Cena Antológica (Show final de Cazuza) | Cazuza - O Tempo Não Pára                       | Indicado  |
| 2005 | Prêmio Contigo! de TV                      | Melhor Ator                                   | Cabocla                                         | Indicado  |
| 2005 | Prêmio Contigo! de TV                      | Par Romântico (com Vanessa Giácomo)           | Cabocla                                         | Indicado  |
| 2005 | Troféu Imprensa[carece de fontes?]         | Revelação do Ano                              | Cabocla                                         | Indicado  |
| 2006 | Homem do Ano: Revista VIP                  | Homem do Ano (Cinema)                         | Zuzu Angel                                      | Venceu    |
| 2006 | Meus Prêmios Nick                          | Ator Favorito                                 | Cobras & Lagartos                               | Indicado  |
| 2007 | Prêmio Contigo! de TV                      | Melhor Ator                                   | Cobras & Lagartos                               | Indicado  |
| 2007 | Prêmio Contigo! de TV                      | Melhor Par Romântico (com Mariana Ximenes)    | Cobras & Lagartos                               | Indicado  |
| 2007 | Prêmio Contigo! de Cinema Nacional         | Melhor Ator Coadjuvante (público)             | Zuzu Angel                                      | Venceu    |
| 2008 | Grande Prêmio do Cinema Brasileiro         | Melhor Ator Coadjuvante                       | Zuzu Angel                                      | Indicado  |
| 2008 | Prêmio Contigo! de TV                      | Melhor Ator                                   | Desejo Proibido                                 | Indicado  |
| 2008 | Prêmio Contigo! de Cinema Nacional         | Melhor Ator Coadjuvante                       | Batismo de Sangue                               | Indicado  |
| 2008 | Festival de Gramado                        | Melhor Ator                                   | A Festa da Menina Morta                         | Venceu    |
| 2008 | Festival do Rio                            | Melhor Ator                                   | A Festa da Menina Morta                         | Venceu    |
| 2009 | Prêmio Contigo! de Cinema Nacional         | Melhor Ator (crítica)                         | A Festa da Menina Morta                         | Venceu    |
| 2009 | Prêmio Quem                                | Melhor Ator de Cinema                         | A Festa da Menina Morta                         | Indicado  |
| 2010 | Prêmio Tudo de Bom - O Dia                 | Melhor Ator                                   | A Festa da Menina Morta                         | Indicado  |
| 2010 | Festival SESC Melhores Filmes              | Melhor Ator (critica)                         | A Festa da Menina Morta                         | Venceu    |
| 2010 | Festival SESC Melhores Filmes              | Melhor Ator (público)                         | A Festa da Menina Morta                         | Venceu    |
| 2010 | Grande Prêmio do Cinema Brasileiro         | Melhor Ator                                   | A Festa da Menina Morta                         | Indicado  |
| 2010 | Prêmio Guarani de Cinema Brasileiro        | Melhor Ator                                   | A Festa da Menina Morta                         | Venceu    |
| 2010 | Prêmio ACIE de Cinema                      | Melhor Ator                                   | A Festa da Menina Morta                         | Indicado  |
| 2011 | Prêmio Guarani de Cinema Brasileiro        | Melhor Ator                                   | 400 contra 1 - Uma História do Crime Organizado | Indicado  |
| 2011 | Cine Ceará                                 | Troféu Eusélio Oliveira                       | Carreira                                        | Venceu    |
| 2011 | Brazilian Film Festival of Toronto         | Melhor Ator                                   | Boca                                            | Venceu    |
| 2013 | Prêmio ACIE de Cinema                      | Melhor Ator                                   | Boca                                            | Indicado  |
| 2013 | Grande Prêmio do Cinema Brasileiro         | Melhor Ator                                   | Boca                                            | Indicado  |
| 2014 | Festival Aruanda do Audiovisual Brasileiro | Homenagem                                     | Sangue Azul                                     | Venceu    |
| 2015 | Prêmio Contigo! de TV                      | Melhor Ator                                   | O Rebu                                          | Indicado  |
| 2015 | Prêmio Quem de Cinema                      | Melhor Ator                                   | A Estrada 47                                    | Indicado  |
| 2016 | Grande Prêmio do Cinema Brasileiro         | Melhor Ator                                   | A Estrada 47                                    | Indicado  |
| 2016 | Festival de Cinema de Los Angeles          | Melhor Ator                                   | Órfãos do Eldorado                              | Venceu    |
| 2016 | Prêmio Guarani de Cinema Brasileiro        | Melhor Ator                                   | Sangue Azul                                     | Indicado  |
| 2017 | Troféu APCA                                | Melhor Ator                                   | Os Dias Eram Assim                              | Indicado  |
| 2017 | Prêmio Contigo! Online                     | Melhor Ator de Série                          | Os Dias Eram Assim                              | Indicado  |
| 2017 | Melhores do Ano Minha Novela               | Melhor Vilão/vilã (crítica)                   | Os Dias Eram Assim                              | Venceu    |
| 2017 | Melhores do Ano NaTelinha                  | Melhor Vilão/vilã                             | Os Dias Eram Assim                              | Indicado  |
| 2017 | Festival do Rio                            | Melhor Ator                                   | Aos Teus Olhos                                  | Venceu    |
| 2019 | Prêmio Guarani de Cinema Brasileiro        | Melhor Ator                                   | Aos Teus Olhos                                  | Indicado  |
| 2019 | Festin Lisboa                              | Melhor Ator                                   | Aos Teus Olhos                                  | Venceu    |
| 2019 | Grande Prêmio do Cinema Brasileiro         | Melhor Ator                                   | 10 Segundos Para Vencer                         | Indicado  |
| 2019 | Chainsaw Awards                            | Melhor Ator                                   | Morto Não Fala                                  | Indicado  |
| 2020 | Grande Prêmio do Cinema Brasileiro         | Melhor Ator                                   | Morto Não Fala                                  | Indicado  |
| 2020 | Prêmio Guarani de Cinema Brasileiro        | Melhor Ator                                   | Morto Não Fala                                  | Indicado  |
| 2020 | Festival Sesc Melhores Filmes              | Melhor Ator Nacional                          | Morto Não Fala                                  | Indicado  |
| 2021 | Grande Prêmio de FantLatam                 | Melhor Ator                                   | Morto Não Fala                                  | Venceu    |
| 2021 | Prêmio Contigo! Online                     | Melhor Ator de Série                          | Onde Está Meu Coração                           | Indicado  |
| 2022 | SEC Awards                                 | Melhor Ator em Série Nacional                 | Onde Está Meu Coração                           | Indicado  |
| 2023 | Prêmio APCA de Televisão                   | Melhor Ator                                   | Independências                                  | Indicado  |
| 2023 | Los Angeles Brazilian Film Festival        | Melhor Ator                                   | O Rio do Desejo                                 | Venceu    |
| 2024 | Festival Sesc Melhores Filmes              | Melhor Ator Nacional                          | O Rio do Desejo                                 | Indicado  |